# Branwell Brontë
Patrick Branwell Brontë (Thornton, Yorkshire, 26 de junho de 1817—Haworth, Yorkshire, 24 de setembro de 1848) foi um romancista, poeta e pintor inglês. Foi o único filho do sexo masculino do reverendo irlandês Patrick Brontë (1777-1861) e de Maria Brontë (1783-1821), e único irmão das irmãs escritoras Anne (1820-1849), Charlotte (1816-1855) e Emily Brontë (1818-1848). Compartilhava com as irmãs muito do talento para a arte da escrita e da composição literária, além de ter enveredado pela pintura. O retrato mais famoso das irmãs Brontë foi pintado por Branwell.
No entanto, devido ao seu vício em álcool (era alcóolatra) e seu consumo desregrado de ópio nos últimos anos de sua vida, Branwell não chegou a publicar nenhuma obra de renome nem vender nenhuma pintura, morrendo de tuberculose agravada por Delirium tremens aos 31 anos no início do outono de 1848, apenas três meses antes de sua irmã Emily, de quem era mais próximo.